# Aplosporella celtidis
Aplosporella celtidis är en svampart som beskrevs av Ellis & Everh. 1894. Aplosporella celtidis ingår i släktet Aplosporella och familjen Botryosphaeriaceae.   Inga underarter finns listade i Catalogue of Life.